# ジェントリー郡 (ミズーリ州)
ジェントリー郡（英: Gentry County）は、アメリカ合衆国ミズーリ州の北西部に位置する郡である。2010年国勢調査での人口は6,738人であり、2000年の6,861人から1.8%減少した。郡庁所在地はオルバニー市（人口1,730人）であり、同郡で人口最大の都市でもある。ジェントリー郡は1845年2月14日に設立され、郡名はブーン郡出身のリチャード・ジェントリー大佐に因んで名付けられた。ジェントリーは1837年にセミノール戦争で戦死した。

## 地理
アメリカ合衆国国勢調査局に拠れば、郡域全面積は491.81平方マイル (1,273.8 km2)であり、このうち陸地491.52平方マイル (1,273.0 km2)、水域は0.29平方マイル (0.75 km2)で水域率は0.06%である。

### 主要高規格道路
- アメリカ国道136号線
- アメリカ国道169号線
- ミズーリ州道85号線

### 隣接する郡
- ワース郡 - 北
- ハリソン郡 - 東
- デイビース郡 - 南東
- デカルブ郡 - 南
- アンドリュー郡 - 南西
- ノダウェイ郡 - 西

## 人口動態
以下は2000年の国勢調査による人口統計データである。
| 基礎データ - 人口: 6,861人 - 世帯数: 2,747 世帯 - 家族数: 1,884 家族 - 人口密度: 5人/km2（14人/mi2） - 住居数: 3,214軒 - 住居密度: 3軒/km2（6軒/mi2） 人種別人口構成 - 白人: 98.57% - アフリカン・アメリカン: 0.12% - ネイティブ・アメリカン: 0.31% - アジア人: 0.17% - 太平洋諸島系: 0.16% - その他の人種: 0.10% - 混血: 0.57% - ヒスパニック・ラテン系: 0.64% 年齢別人口構成 - 18歳未満: 26.0% - 18-24歳: 7.0% - 25-44歳: 23.7% - 45-64歳: 21.6% - 65歳以上: 21.6% - 年齢の中央値: 40歳 - 性比（女性100人あたり男性の人口） - 総人口: 95.1 - 18歳以上: 89.9 | 世帯と家族（対世帯数） - 18歳未満の子供がいる: 31.1% - 結婚・同居している夫婦: 58.0% - 未婚・離婚・死別女性が世帯主: 7.2% - 非家族世帯: 31.4% - 単身世帯: 29.3% - 65歳以上の老人1人暮らし: 16.9% - 平均構成人数 - 世帯: 2.42人 - 家族: 3.00人 収入と家計 - 収入の中央値 - 世帯: 28,750米ドル - 家族: 35,9339米ドル - 性別 - 男性: 26,365米ドル - 女性: 19,802米ドル - 人口1人あたり収入: 15,879米ドル - 貧困線以下 - 対人口: 12.0% - 対家族数: 9.0% - 18歳未満: 14.2% - 65歳以上: 10.3% |

## 都市と町
| - オルバニー - 郡庁所在地 - ダーリントン | - ジェントリー - キングシティ | - マクフォール - スタンベリー |  |

## 政治

### 地方
ジェントリー郡の地方レベルでは民主党が大半の政治を支配しており、郡の選挙で選ばれる役職は3人を除いて独占している。

### 国政

#### 2008年大統領予備選挙
2008年の大統領予備選挙で、ジェントリー郡は共和党のジョン・マケインと民主党のヒラリー・クリントンを選んだ。民主党の予備選挙ではヒラリー・クリントンが1位となり、さらに共和党予備選挙で各候補に投じられた票数よりも多かった。

## 損害賠償
2010年3月5日、陪審員が付近の農家7軒にプレミアム・スタンダード農場からの損害賠償1,100万ドルを承認した。この農場は広さ4,300エーカー (17 km2) の養豚場であり、近くのバーリンで200,000頭のブタを育て板。損害賠償はその養豚場から出る臭気に対するものであり、この種の賠償額としては最大になった。